# Barbara Radford
Barbara Radford ist eine ehemalige britische Eiskunstläuferin, die im Eistanz startete.
Ihr Eistanzpartner war Raymond Lockwood. Mit ihm zusammen gewann sie bei den Europameisterschaften 1954 und 1955 die Bronzemedaille. Ihr größter Erfolg war der Bronzemedaillengewinn bei der Weltmeisterschaft 1955 in Wien hinter ihren Landsleuten Jean Westwood und Lawrence Demmy sowie Pamela Weight und Paul Thomas.

## Ergebnisse

### Eistanz
(mit Raymond Lockwood)
| Wettbewerb / Jahr     | 1954 | 1955 |
| --------------------- | ---- | ---- |
| Weltmeisterschaften   | 4.   | 3.   |
| Europameisterschaften | 3.   | 3.   |

| Personendaten    | Personendaten              |
| ---------------- | -------------------------- |
| NAME             | Radford, Barbara           |
| KURZBESCHREIBUNG | britische Eiskunstläuferin |
| GEBURTSDATUM     | 20. Jahrhundert            |